# Viviane Teitelbaum
Pour les articles homonymes, voir Teitelbaum.
 (septembre 2024).
 (juillet 2019).
Viviane Teitelbaum est une femme politique belge bruxelloise, membre du Mouvement réformateur (MR), militante féministe et laïque universaliste.
Elle est licenciée en journalisme et communication sociale (Université libre de Bruxelles, 1977) et master en relations internationales (Université de Californie du Sud, 1979). Auteure de plusieurs livres publiés, elle est née le 16 octobre 1955 à Anvers. Elle est trilingue : français-anglais-néerlandais. Elle est une militante des droits des femmes, contre l'antisémitisme, pour une laïcité universaliste et pour la mémoire de la Shoah.

## Carrière
- Sénatrice cooptée depuis le 25 juillet 2024[2]
- Vice-présidente de la délégation belge à l'Assemblée parlementaire de l'OTAN[3]
- Présidente du Réseau des femmes parlementaires de l'Assemblée parlementaire de la Francophonie (APF) depuis 2024[4]
- Présidente du Conseil communal de la Commune d'Ixelles depuis 2024[5]
- Cofondatrice et secrétaire générale de l'Institut Jonathas depuis 2024[6]
- membre cofondatrice du mouvement "Les Universalistes" depuis 2023[7]
- Membre du Parlement de la Région de Bruxelles-Capitale entre 2004 et 2024
- Échevine à Ixelles de décembre 2012 à décembre 2018. Compétences : finances de décembre 2012 à mai 2017 (implémenté le 1er budget sensible au genre communal) propreté publique, commerce et développement économique (depuis janvier 2016)  de l'urbanisme (depuis mai 2017), environnement (depuis avril 2018)
- Participation au programme #StrongerThanHate de la USC Shoah Foundation- The Institute for Visual History and Education fondée par Steven Spielberg (2017-2018)
- Cofondatrice et présidente de l'Observatoire féministe des Violences Faites aux Femmes (2018-).
- Présidente du Conseil des Femmes Francophones de Belgique entre février 2010 et février 2018
- Présidente du Lobby Européen des Femmes entre octobre 2012 et juin 2016
- Présidente de l’Institut pour la Mémoire Audiovisuelle Juive de 2004 à 2010
- Coordinatrice  belge et représentante de la « Survivors of the Shoah Visual History  Foundation » fondée par Steven  Spielberg de 1996 à 1998
- Présidente du Comité de Coordination des Juives de Belgique (CCOJB) de 1998 à 2001
- Rédactrice en chef adjointe puis Rédactrice en chef de l’hebdomadaire Regards A.S.B.L., (organe du Centre Communautaire Laïc Juif), de 1980 à 1984 et de 1988 à 1992.

## Distinctions
- Prix "Mensch de l'Année" décerné par le Centre communautaire laïc juif David Susskind en 2023
- Prix Femmes de Paix 2018
- Chevalière de l'Ordre de Leopold (2014)

## Publications
- Enfants cachés - Les larmes sous le masque (1994),  éd. Luc Pire  Il a été traduit en néerlandais (Ed. Coda).
- L’enfance brisée (1996),  éd. Labor
- Comptes d’une mort annoncée sur les spoliations des biens Juifs en Belgique pendant la Deuxième Guerre mondiale (1997),  éd. Labor
- Citoyenne (1998),  éd. Labor
- Diamantaires, l’univers & les coulisses d’une passion (2001),  éd. Labor
- Ixelles se raconte (2006),  éd. Luc Pire
- Enfants cachés - Les larmes sous le masque (2006),  éd. Luc Pire - Réédition
- Salomon, vous êtes Juif !? L’antisémitisme en Belgique du Moyen Âge à Internet (2008),  éd. Luc Pire, 254 p.  (ISBN 978-287415935-0)
- Quand l’Europe se voile (2010),  éd. La Muette, 128 p.  (ISBN 978-2-35687-058-2)
- Je ne suis pas antisémite, mais…  (2016),  éd. Luc Pire

## Contributions à  et/ou direction d'ouvrages collectifs
- Bruxelles Multi - culturelle  (1996),  éd. Espace de Libertés
- Shoah le témoignage impossible  (1998),  éd. ULB, La Pensée et les Hommes
- Glossaire du Féminisme  (2014),  éd. La Muette   (ISBN 978-2-35687-290-6)
- Alors Heureuses  (2018),  éd. Luc Pire  (ISBN 978-2-87542-161-6)